# União Acadêmica Internacional
A União Acadêmica Internacional (Union académique internationale, UAI) é uma federação de academias ou de agrupamentos de academias, de âmbito nacional, e entidades similares com vocação para cooperar internacionalmente nos campos científicos e culturais. A instituição foi criada em 1919 por iniciativa da Académie des Inscriptions et Belles-Lettres, embora a sua primeira Assembleia Geral tenha ocorrido em Bruxelas em 1920, cidade onde se localiza a sede do secretariado permanente.
Os seus objetivos são: fomentar a cooperação das academias dedicadas especialmente às ciências filológicas, arqueológicas, históricas e às ciências sociais, morais e políticas em um sentido amplo.
A UAI é composta por um Conselho Permanente, com presidente, dois vice-presidentes e cinco membros, um Secretariado Administrativo e a Assembleia Geral; além de comissões eruditas e seções, uma comissão de gestão, outra de finanças e contas, e outros comitês ad hoc para os novos projetos.
O Instituto de Estudos Catalães participa na UAI como membro de pleno direito desde 1923.

### Projetos
| Número | Nome do projeto                                                               | Página web                             |
| ------ | ----------------------------------------------------------------------------- | -------------------------------------- |
| 1      | Corpus Vasorum Antiquorum (CVA)                                               | http://www.cvaonline.org/              |
| 2      | Textos Alquímicos                                                             | -                                      |
| 3      | Obras de Grotius                                                              | -                                      |
| 4      | Direito consuetudinário na Indonésia                                          | -                                      |
| 5      | Dicionário de Latim Medieval                                                  | -                                      |
| 6a     | Tabula Imperii Romani (TIR)                                                   | -                                      |
| 6b     | Forma Orbis Romani (FOR)                                                      | -                                      |
| 7      | Documentos Históricos Inéditos sobre o Japão                                  | -                                      |
| 8      | Edições e edição erudita                                                      | -                                      |
| 9/1    | Plato Latinus (Corpus Philosophorum Medii Aevi)                               | -                                      |
| 9/2a   | Aristoteles Latinus (Corpus Philosophorum Medii Aevi)                         | -                                      |
| 9/2b   | Aristoteles Semitico-Latinus (Corpus Philosophorum Medii Aevi)                | -                                      |
| 9/3    | Avicenna Latinus (Corpus Philosophorum Medii Aevi)                            | -                                      |
| 9/4    | Averrois Opera (Corpus Philosophorum Medii Aevi)                              | -                                      |
| 9/5    | Arnau de Vilanova (Corpus Philosophorum Medii Aevi)                           | -                                      |
| 9/6    | Opera Selecta dos Filósofos da Idade Média (Corpus Philosophorum Medii Aevi)  | -                                      |
| 9/7a   | Philosophi Byzantini (Corpus Philosophorum Medii Aevi)                        | -                                      |
| 9/7b   | Commentaria in Aristotelem Byzantina (Corpus Philosophorum Medii Aevi)        | -                                      |
| 10a    | Codices Latini Antiquiores (CLA)                                              | -                                      |
| 10b    | Chartae Latinae Antiquiores (ChLA)                                            | -                                      |
| 11a    | Concordâncias e índices da tradição islâmica                                  | -                                      |
| 11b    | Enciclopédia do Islã                                                          | -                                      |
| 12a    | Monumenta Musicae Byzantinae                                                  | -                                      |
| 12b    | Corpus Scriptorum de re Musica                                                | -                                      |
| 13     | Dicionário de Terminologia do Direito Internacional                           | -                                      |
| 14     | Catalogus Translationum et Commentariorum                                     | http://www.catalogustranslationum.org/ |
| 15     | Dicionários Sumérios e Assírios                                               | -                                      |
| 16     | Corpus Vitrearum                                                              | -                                      |
| 17     | Bibliografia Internacional de Arte do Extremo Oriente                         | -                                      |
| 18     | Dicionário Pali                                                               | -                                      |
| 19     | Corpus dos Trovadores                                                         | -                                      |
| 20     | Corpus Antiquitatum Americanensium                                            | -                                      |
| 21     | Obras Completas de Erasmo                                                     | -                                      |
| 22     | Fontes Historiae Africanae (FHA)                                              | -                                      |
| 23     | Dicionários                                                                   | -                                      |
| 24     | Fontes para a Filosofia da Arte (Corpus Theoriae Artis)                       | -                                      |
| 25     | História e Filologia do Irã e Ásia Central Pré-Islâmicos                      | -                                      |
| 26     | Sylloge Nummorum Graecorum (SNG)                                              | -                                      |
| 27     | Corpus Inscriptionum Iranicarum (CII)                                         | -                                      |
| 28/a   | Lexicon Iconographicum Mythologiae Classicae (LIMC)                           | -                                      |
| 28/b   | Thesaurus Cultus et Rituum Antiquorum (ThesCRA)                               | -                                      |
| 29     | Léxico Poliglota de Paleografia e Léxico Poliglota de Codicologia             | -                                      |
| 30     | Corpus constitucional                                                         | -                                      |
| 31     | Atlas Linguarum Europae (ALE)                                                 | -                                      |
| 32     | Bibliografias da História da Arte                                             | -                                      |
| 33     | Inventário Crítico do Râmâyana                                                | -                                      |
| 34     | Complete Works of Voltaire                                                    | -                                      |
| 35     | Índice de Arte Judaica                                                        | -                                      |
| 36a    | Atlas Linguístico da Área do Pacífico (LAPA)                                  | -                                      |
| 36b    | Atlas Linguístico da China                                                    | -                                      |
| 36c    | Atlas das línguas da Coreia                                                   | -                                      |
| 37     | Corpus de Manuscritos Literários Coptas                                       | -                                      |
| 38     | Novo Glossário Náutico (JAL)                                                  | -                                      |
| 39     | Línguas da Comunicação Intercultural na área do Pacífico                      | -                                      |
| 40a    | Corpus de Pinturas Monumentais Bizantinas                                     | -                                      |
| 40b    | Corpus de Pinturas Murais Mexicanas na América                                | -                                      |
| 41     | Corpus de Astrônomos Bizantinos                                               | -                                      |
| 42     | Corpus de papiros filosóficos gregos e latinos                                | -                                      |
| 43     | Corpus Iuris Sânscrito                                                        | -                                      |
| 44     | Corpus de Antiguidades Fenícias e Púnicas                                     | -                                      |
| 45     | Nova Coleção Completa de Fabliaux (NRCF)                                      | -                                      |
| 46     | Corpus Christianorum, Series Apocryphorum                                     | -                                      |
| 47     | Corpus Iuris Islâmico (Enciclopédia do Direito Islâmico)                      | -                                      |
| 48     | Atlas do Mundo Grego e Romano                                                 | -                                      |
| 49     | Inscrições gregas e latinas (Corpora, Supplementum Epigraphicum Graecum e Cor | -                                      |
| 50     | Dicionário Sânscrito dos Textos Budistas dos Achados de Turfan                | -                                      |
| 51     | Monumenta palaeographica medii aevi                                           | -                                      |
| 52     | Clavis Monumentorum Litterarum Bohemiae (CMLB)                                | -                                      |
| 53     | Catálogo de Coleções de Manuscritos Orientais                                 | -                                      |
| 54     | Fontes para a História do Teatro na Espanha                                   | -                                      |
| 55     | Fontes para a História do Rio da Prata e do Chile                             | -                                      |
| 56     | Ciências Humanas na Europa Central e Oriental                                 | -                                      |
| 57     | Moravia Magna                                                                 | -                                      |
| 58     | Encyclopædia Iranica                                                          | -                                      |
| 59     | Corpus Fontium Manichaeorum                                                   | -                                      |
| 60     | Poesia Escáldica Nórdico-Islandesa da Idade Média Escandinava                 | -                                      |
| 61     | Mundo Citosármata e Civilização Greco-Romana                                  | -                                      |
| 62     | Compendium Auctorum Latinorum Medii Aevi                                      | -                                      |
| 63     | Dicionário Espanhol de Termos Literários Internacionais                       | -                                      |
| 64     | Dicionário Persa Médio                                                        | -                                      |
| 65     | Corpus Epistolarum Ioannis Dantisci                                           | -                                      |
| 66     | História Comparada das Literaturas em Línguas Europeias                       | -                                      |
| 67     | China e o Mundo Mediterrâneo: Fontes Arqueológicas e Escritas                 | -                                      |
| 68     | Enciclopédia da Poética Indiana                                               | -                                      |
| 69     | Hobogirin                                                                     | -                                      |
| 70     | Epistolae de Iusti Lipsi                                                      | -                                      |
| 71     | Corpus Humanisticarum Praefationum                                            | -                                      |
| 72     | Arquivos-Papiro. Edição e Estudos                                             | -                                      |
| 73     | Corpus Rubenianum Ludwig Burchard                                             | -                                      |
| 74     | Escola de Medicina de Salerno                                                 | -                                      |
| 75     | Epistolae Pontificum Romanorum                                                | -                                      |
| 76     | Léxico-Índice Greco-Antigo Eslavo Eclesiástico                                | -                                      |
| 77     | Inscrições Gregas e Latinas                                                   | -                                      |
| 78     | Supplementum Epigraphicum Graecum (SEG)                                       | -                                      |
| 79     | Codices Graeci Antiquiores                                                    | -                                      |
| 80     | Corpus Limitis Imperii Romani                                                 | -                                      |
| 81     | Philologia Coranica                                                           | -                                      |